# Georges-Ernest de Limbourg-Stirum
Georges-Ernest de Limbourg-Stirum, comte de Limbourg Stirum, comte de Bronckhorst, seigneur de Wisch, Lichtenvoorde et Wildenborch, est le fils de Jobst de Limbourg.

## Biographie
Il est le capitaine (en 1625), puis le major (en 1641) de l'armée des Provinces-Unies.
Il se marie deux fois. Sa première épouse est la comtesse Madeleine, la fille d'Arnold III de Bentheim, de Limbourg et de Bronckhorst. Ils ont une fille: Marie Élisabeth (d. 1707), qui épouse Henri II de Nassau-Siegen (d. 1652). Henri et de Marie Élisabeth a quatre enfants: Ernestine, Frédéric, Sophie et Guillaume Maurice.
Après la mort de Madeleine, Georges-Ernest se marie à Terborg, le 13 janvier 1636, à la comtesse Sophie Marguerite (1610-1665), fille du comte Jean VII de Nassau-Siegen. Elle est comtesse titulaire de Nassau, Katzenelnbogen, Vianden et Diez et la dame de Beilstein. Ils n'ont pas d'enfant. 
Georges-Ernest meurt en 1666.

## Sources
- Genealogische Handbuch des Adels, Gräfliche Häuser Un Groupe II, 1955;
- W. Gf c. de Limburg Stirum, "Stamtafel der Graven van Limburg Stirum", 's-Gravenhage, 1878;